# Bob Jackson
Pour les articles homonymes, voir Jackson.
Robert Scott Jackson dit Bob Jackson, né le 5 mars 1957 à Alhambra (Californie), est un nageur américain.

## Biographie
Bob Jackson est médaillé d'argent du 100 mètres dos et médaillé de bronze du 200 mètres dos aux Jeux panaméricains de 1975 à Mexico.
Aux Jeux olympiques de 1976 à Montréal, il termine sixième de la finale du 100 mètres dos. Aux Championnats du monde 1978 à Berlin-Ouest, il est médaillé d'or du 100 mètres dos et du 4 × 100 mètres quatre nages. Il est médaillé d'or du 100 mètres dos et du 4 × 100 mètres quatre nages aux Jeux panaméricains de 1979 à San Juan.

## Palmarès

### Championnats du monde
- Championnats du monde 1978 à Berlin-Ouest (Allemagne de l'Ouest) :
  -  Médaille d'or sur 100 m dos
  -  Médaille d'or sur le relais 4 × 100 m quatre nages

### Jeux panaméricains
- Jeux panaméricains de 1975 à Mexico (Mexique) :
  -  Médaille d'argent sur 100 m dos
  -  Médaille de bronze sur 200 m dos
- Jeux panaméricains de 1979 à San Juan (Porto Rico) :
  -  Médaille d'or sur 100 m dos
  -  Médaille d'or sur le relais 4 × 100 m quatre nages